# نيوبيديا

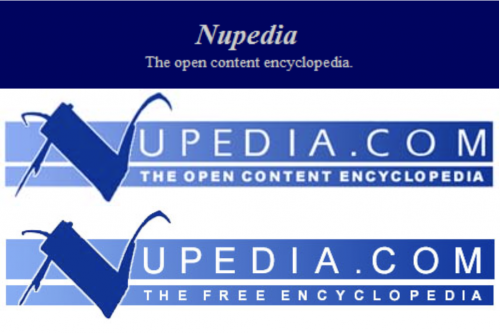
شعارت الموسوعة الثلاثة التي استخدمت في الموسوعة. الشعار الأول من مارس إلى أغسطس 2000، الثاني من أغسطس 2000 إلى فبراير 2001، والأخير من فبراير 2001 إلى سبتمبر 2003

نيوبيديا (إنجليزية: Nupedia) هي موسوعة على الويب، كانت مقالاتها تكتب بواسطة مجموعة من المساهمين المتطوعين ذوي الخبرة في مجال الاختصاص، ثم تراجع بواسطة محررين خبراء متخصصين قبل نشر المقالات مرخصة كمحتوى حر. تأسست الموسوعة على يد جيمي ويلز تحت رعاية شركة بوميس التي عينت لاري سانجر رئيس تحرير لها.
استمرت نيوبيديا من أكتوبر 1999 وحتى سبتمبر 2003، وقد عرفت بأنها الموسوعة الحرة السابقة على ويكيبيديا؛ غير أن نيوبيديا كانت تتبع عملية من سبع خطوات للتحكم في محتوى المقالات قبل نشرها، وليس التعديل بنظام الويكي الذي ينشر لحظيا. صممت نيوبيديا بواسطة لجنة بها خبراء وضعوا قواعد مسبقة للموسوعة، حيث وافقوا على 21 مقالة فقط في السنة الأولى، مقارنة بويكيبيديا التي نشر بها 200 مقالة في الشهر الأول لإطلاقها، ثم ارتفع العدد إلى 18,000 مقالة في السنة الأولى لإطلاقها على الإنترنت. على العكس من ويكيبيديا، نيوبيديا ليست ويكي؛ فقد تميزت بعملية مراجعة الأقران (مراجعة النظراء)، مصممة كي تصبح مقالاتها ذات جودة مماثلة لنظيراتها في الموسوعات الاحترافية، لذا أرادت نيوبيديا أن يتطوع علماء -خاصة الحاصلين على درجة الدكتوراة- بالمساهمة في تحرير مقالاتها. أنتجت نيوبيديا 25 مقالة معتمدة بعد أن أكملت عملية المراجعة،  (ثلاثة مقالات حررت من نسختين بأحجام مختلفة)، كما كان يجري العمل على 74 مقالة أخرى [بحاجة لمصدر] وذلك قبل أن تتوقف الموسوعة عن العمل. فضل جيمي ويلز طريقة ويكيبيديا السهلة في نشر المقالات، لكن أراد لاري سانجر التحكم في محتوى نيوبيديا،  فقام بتأسيس موسوعة سيتيزنديوم لاحقا بدلا من نيوبيديا.
في يونيو 2008 ادرجت سي نت بالمملكة المتحدة نيوبيديا باعتبارها واحدا من أعظم المواقع المعطلة عن العمل في تاريخ الإنترنت، الذي ما يزال صغيرا، مع الإشارة إلى دور الرقابة الشديدة في الحد من نشر المقالات.

## التاريخ
بدا جيمي ويلز في أكتوبر 1999 بالتفكير في إنشاء موسوعة على شبكة الإنترنت، تبنى من خلال متطوعين  ثم قام في يناير 2000 بتعيين لاري سانجر للإشراف على تطويرها. أطلق المشروع أخيرا على الإنترنت في 9 مارس 2000. مع ذلك، بحلول شهر نوفمبر 2000 لم تنشر بالموسوعة سوى مقالتين فقط 
نيوبيديا هي موسوعة حرة المحتوى منذ بدايتها، برعاية شركة بوميس بهدف الحصول على إيرادات من الإعلانات على موقع Nupedia.com. استخدم المشروع في بدايته رخصة خاصة به، هي رخصة نيوبيديا للمحتوى المفتوح. تحولت الموسوعة إلى رخصة جنو للوثائق الحرة في يناير 2001، بتشجيع من ريتشارد ستولمن وأيضا مؤسسة البرمجيات الحرة.
أطلقت نيوبيديا في يناير 2001 ويكيبيديا كمشروع جانبي مساعد بهدف السماح بالتشارك في المقالات قبل دخولها عملية مراجعة الأقران. جذب هذا الاهتمام من كلا المشروعين، حيث أتاحت الأخيرة هيكلا بيروقراطيا أقل من الأولى حاز على رضا مؤيدي موسوعة غنوبيديا. نتج عن ذلك عدم تطور غنوبيديا في واقع الأمر، وبذلك قل خطر المنافسة بين المشروعين. بدأت ويكيبيديا تنمو سريعا وجذبت العديد من المساهمين، وسرعان ما طورت مسار خاصا بها وبدأت في العمل بصورة مستقلة إلى حد بعيد عن نيوبيديا، وذلك على الرغم من أن لاري سانجر قاد نشاط العمل على ويكيبيديا في البداية بحكم منصبه رئيسا لتحرير نيوبيديا.
ساهمت ويكيبيديا في توقف مشروع نيوبيديا تدريجيا إلى جانب تأثيرها في توقف العمل بمشروع غنوبيديا. ومع انهيار اقتصاد الإنترنت في ذلك الوقت، قرر جيمي ويلز التوقف عن تمويل البند الخاص براتب رئيس تحرير في ديسمبر 2001،  ثم قدم لاري سانجر استقالته من كلا المشروعين بعد ذلك بوقت قصير. بعد رحيل سانجر، تراجعت نيوبيديا بصورة متسارعة خلف ويكيبيديا؛ فمن بين مقالات نيوبيديا التي أتمت عملية المراجعة، لم تنجح سوى مقالتان بعد عام 2001. ومع تراجع وتيرة المشروع نحو الخمول، راجت فكرة تحويل نيوبيديا إلى نسخة مستقرة من مقالات ويكيبيديا المعتمدة، لكن تلك الفكرة لم تنفذ أبدا. أغلق موقع nupedia.com في 26 سبتمبر 2003. منذ ذلك الحين فقد دمجت مقالات نيوبيديا -التي غالبا ما وصفت بمحدوديتها- ضمن موسوعة ويكيبيديا.

## العملية التحريرية

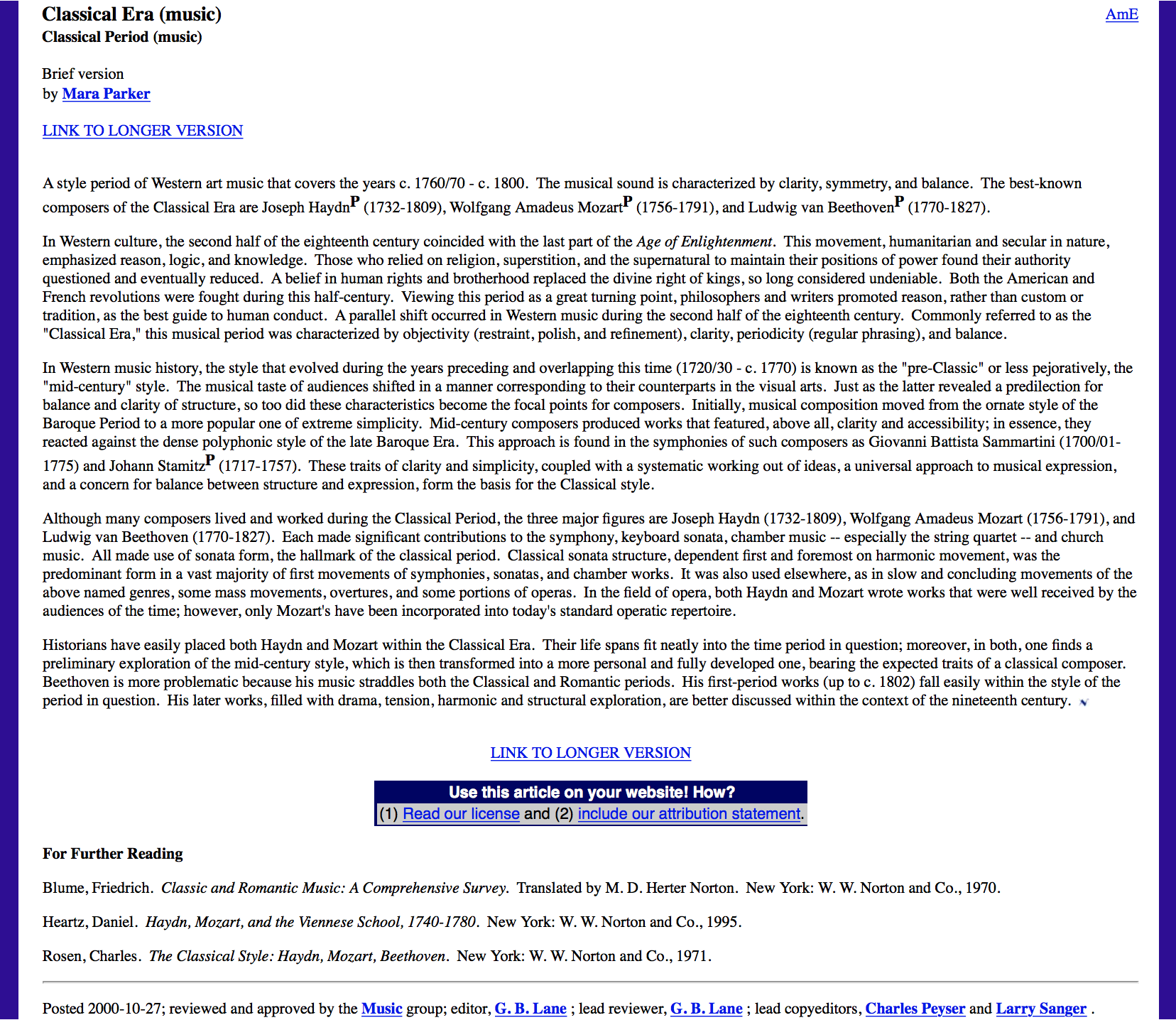
مثال لمقالة منشورة على نيوبيديا عن الحقبة الكلاسيكية في الموسيقى.

اعتمدت نيوبيديا عملية تحريرية من سبعة خطوات لنشر المقالات هي:
1. تعيين المقالة
2. البحث عن مراجع رئيسي
3. المراجعة الرئيسية
4. المراجعة المفتوحة
5. تحرير النسخ الرئيسية
6. تحرير النسخ المفتوحة
7. الموافقة النهائية على النشر ثم الترميز

يفترض في مؤلفي المقالات أن يكونوا خبراء ولديهم معرفة كاملة بالموضوع، بالرغم من أن تعريف خبير أفسح المجال لقدر من المرونة، فكان من المعترف به أن بعض المقالات يمكن أن يكتبها كاتب جيد عوضا عن الخبير،  أما المحررون الذين يقع على عاتقهم الموافقة على نشر المقالات، فكان لزاما عليهم أن يكونوا خبراء حقيقيين في مجالهم وأن يكونوا -بإستثناءات قليلة- من الحاصلين على درجة الدكتوراة.
اعتمد لاري سانجر على روث إفشيى ر (Ruth Ifcher)، حيث عملا سويا على النسخ الأولى من السياسات والإجراءات المتعلقة بالموسوعة. كان إفشير -الذي حصل على درجات عليا عديدة، وعمل مبرمجا للحاسوب ومحرر نسخ سابق- قد وافق على أن يعمل رئيسا لتحرير المتطوعين.

## البرمجيات
أديرت نيوبيديا بواسطة برنامج تعاوني إسمه NupeCode وهو برنامج حر ذو مصدر مفتوح (منشور بموجب رخصة جنو العمومية)، مصمما لمشروعات مراجعة الأقران الكبيرة، وكان الكود متاحا من خلال نظام النسخ المتلاقية الخاص بنيوبيديا.
في إطار تطوير المشروع، وجدت نسخة من البرنامج (تسمي NuNupedia) قيد التطوير، ووضعت للتجربة في موقع سورس فورج، لكنها لم تصل لمرحلة متقدمة ومستقرة من التطوير يؤهلها لتحل محل النسخة الأصلية من البرنامج.

## للاستزادة
- لاري سانجر، التاريخ المبكر لنيوبيديا وويكيبيديا: سيرة ذاتية - الجزء الأول والجزء الثاني (بالإنجليزية) (من سلاش دوت)
- لاري سانجر، بيان السياسة التحريرية، الإصدار 2,1 (بالإنجليزية) نسخة مطبوعة بتاريخ 10 مايو 2000
- لاري سانجر، بيان السياسة التحريرية، الإصدار 3,2 (بالإنجليزية) نسخة مطبوعة بتاريخ 23 يونيو 2000

## وصلات خارجية
- النسخ المبكره من نيوبيديا (بالإنجليزية) (من أرشيف الإنترنت)
- نيوبيديا (بالإنجليزية)